# Халит Бързеща
Халит бей Бързеща (на албански: Halit Bej Bërzeshta) е албански революционер, виден деец на Албанското национално възраждане в Битоля.

## Биография
Роден е в 1840 година в село Бързеща. Става един от основните албански активисти в Битоля. Член е на Тайната организация на албанците в Битоля (на албански: Organizata e Fshehtë e Shqiptareve të Manastirit) и на Тайния комитет за освобождението на Албания. Присъединява се към Байо Топули в четническата борба против империята.
Умира в 1909 година.